# Adolf Senfft von Pilsach
Friedrich Moritz Adolf Senfft von Pilsach (* 4. Oktober 1816 in Coburg; † 15. Dezember 1897 in Dresden) war sächsischer General der Kavallerie.

## Leben
Er stammt aus dem Uradelsgeschlecht Senfft von Pilsach und ist der Sohn des Generalleutnant Gustav Senfft von Pilsach (1790–1867). Als General der Kavallerie der sächsischen Armee widmete er sich ganz seinem Beruf und blieb unverheiratet und kinderlos. Er starb 1897 in Dresden und wurde auf dem Inneren Neustädter Friedhof beigesetzt.